# Leonardo de Prunner
Leonardo de Prunner (auch Leonhard Jakob von Prunner, Leonard Jacob von Prunner) (* 1760 in Augsburg; † 1831 in Cagliari) war ein deutschstämmiger Offizier in sardischen Diensten, Entomologe und Mineraliensammler. 

## Leben
Leonardo de Prunner wirkte unter Theodor Hyacinth von Brempt als Proprietär-Hauptmann einer in Diensten Sardiniens stehenden ausländischen Jägerkompanie und widmete sich ausgiebig der Beschäftigung mit der Entomologie und Mineralogie. Der Statthalter von Sardinien und spätere König von Sardinien und Herzog von Savoyen Carlo Felice betraute ihn in Cagliari mit der Leitung des Naturalienkabinetts und der Sammlung der Altertümer, die er zu Museen weiterentwickelte und der er als Direktor des Königlichen Museums vorstand. Er wurde im Jahr 1804 noch zum Major befördert und verblieb bis zu seinem Lebensende in Cagliari.
Er ist unter anderem Erstbeschreiber von Hyles nicaea (Prunner, 1798), einem Schmetterling (Nachtfalter) aus der Familie der Schwärmer (Sphingidae), vom Hellen Alpenbläuling Agriades orbitulus (Prunner, 1798) und vom Dunklen Alpenbläuling Agriades glandon (Prunner, 1798), beides Schmetterlinge (Tagfalter) aus der Familie der Bläulinge (Lycaenidae) und vom Alpen-Wiesenvögelchen Coenonympha gardetta (Prunner, 1798) und dem Eismohrenfalter Erebia pluto (Prunner, 1798) aus der Familie der Edelfalter (Nymphalidae). 
Leonhard von Prunner wurde am 1. September 1798 unter der Präsidentschaft des Mediziners und Naturforschers Johann Christian von Schreber mit dem akademischen Beinamen Aristaeus unter der Matrikel-Nr. 1007 als Mitglied in die Kaiserliche Leopoldino-Carolinische Akademie der Naturforscher 
und am 30. November 1798 als korrespondierendes Mitglied in die Accademia delle Scienze di Torino aufgenommen. Er war Mitglied der „Mineralogischen Societät“ in Jena und der Regensburgischen Botanischen Gesellschaft.
Er wurde mit dem Ritterkreuz vom Orden der Heiligen Mauritius und Lazarus ausgezeichnet, war mit Eugen Johann Christoph Esper befreundet und korrespondierte unter anderem mit Johann Jakob Kohlhaas, Johann Georg Lenz und Thomas Jefferson.
Das Museo di Mineralogia „Leonardo de Prunner“ in Cagliari wurde nach ihm benannt. 

## Werke (Auswahl)
- Catalogus larvarum Europae. 1793. (archive. org)
- Lepidoptera Pedemontana illustrata. 1798. (archive. org)
- Ein paar Worte auf meiner Durchreise durch Deutschland gegen das von G. P. H. Norrmann völlig neuumgearbeitete, und kürzlich unter dem Titel: Anton Friedrich Büsching's Vorbereitung zur Europäischen Länder- und Staatenkunde erschienene Werk. 1804 (Digitalisat)